# 夏皮欽山
46°49′53″N 10°04′09″E / 46.83139°N 10.06917°E

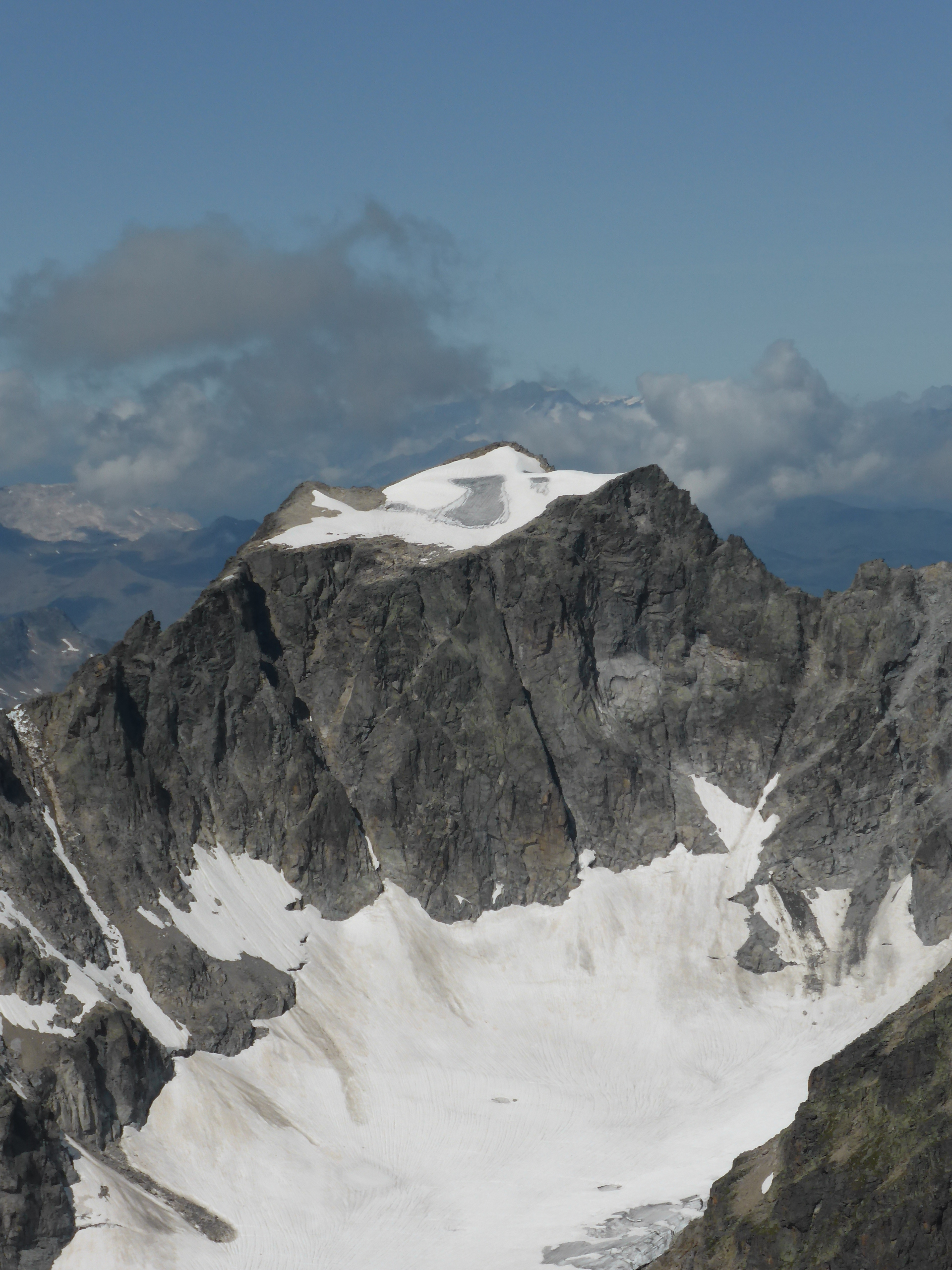

夏皮欽山（Chapütschin），是瑞士的山峰，位於該國東南部，由格勞賓登州負責管轄，屬於錫爾夫雷塔阿爾卑斯山脈的一部分，距離費爾斯坦克拉山0.4公里，每年平均降雨量1,367毫米，人類在1875年7月1日首次登頂。